# Templo de San Lázaro
El templo de San Lázaro ubicado en la ciudad de Sucre, Bolivia, es considerada como la primera edificación religiosa de todo el país, ya que su construcción data del Siglo XVI, aproximadamente en el año 1544 durante la época Colonial Española. [cita requerida] Su construcción se atribuye a la orden de los frailes dominicos, quienes desempeñaron un papel fundamental en la evangelización y la expansión del cristianismo en la región.

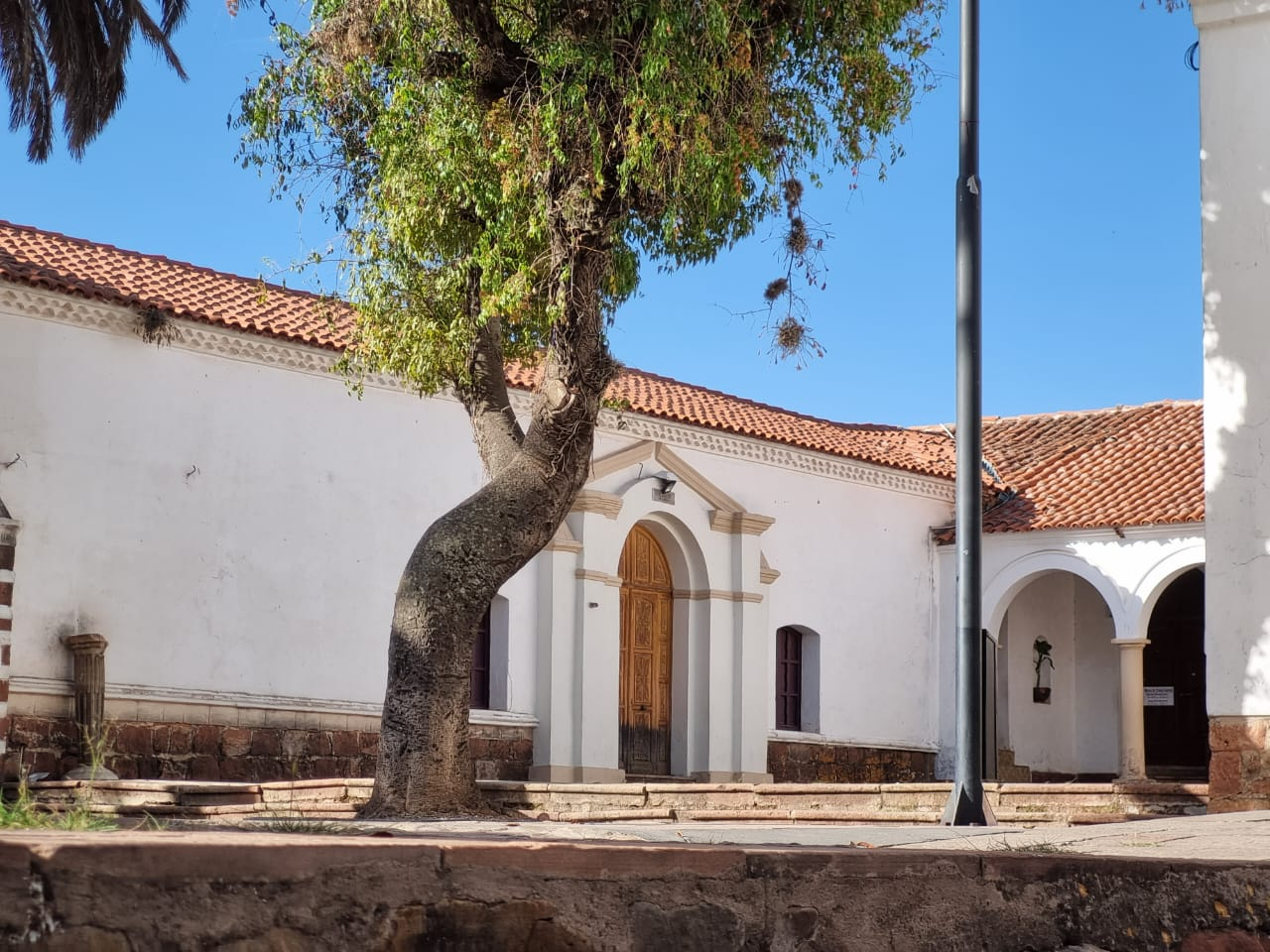
Vista del atrio hacia la casa parroquial

Es popularmente conocido como la primera catedral de Sucre, aunque nunca ostentó ese título, sí fungió como templo mayor de la villa durante varios años, en sus inicios empezó como un pequeño templo hecho con paja y altar de barro. De su estructura original conserva las paredes y la cubierta de par y nudillo.[cita requerida] Interiormente el retablo es de Juan Hernández, escultor del siglo XVI. En 1790, el cura Juan Alejo Zelaya levantó una capilla en el atrio para adoctrinar a los Campesinos durante la cuaresma, es uno de los pocos ejemplos existentes en Sudamérica de "capilla abierta" mas común en Sucre que en otras ciudades de América, basado principalmente en ritos andinos anteriores a la conquista.
Posterior a ser templo mayor fungió como parroquia de indios, teniendo como etnias principales asignadad a los Poconas y los Yamparas, por el motivo de la existencia de su capilla abierta de adoctrinamiento.
La arquitectura del Templo de San Lázaro presenta un estilo colonial típico, por la época casi todos los elementos exteriores son renacentistas o manieristas, y en el interior se tiene retablos típicos del barroco, con elementos decorativos más detallados y con mayor peso visual, la fachada es sencilla pero hermosa, con detalles ornamentales que reflejan la época en la que se construyó. El interior del templo alberga altares y obras de arte religioso que tienen un gran valor histórico y artístico. Estas obras constan de pinturas hechas por Siciliano Polanco, a menudo representan escenas de la vida de San Lázaro y otros santos venerados en la tradición católica.

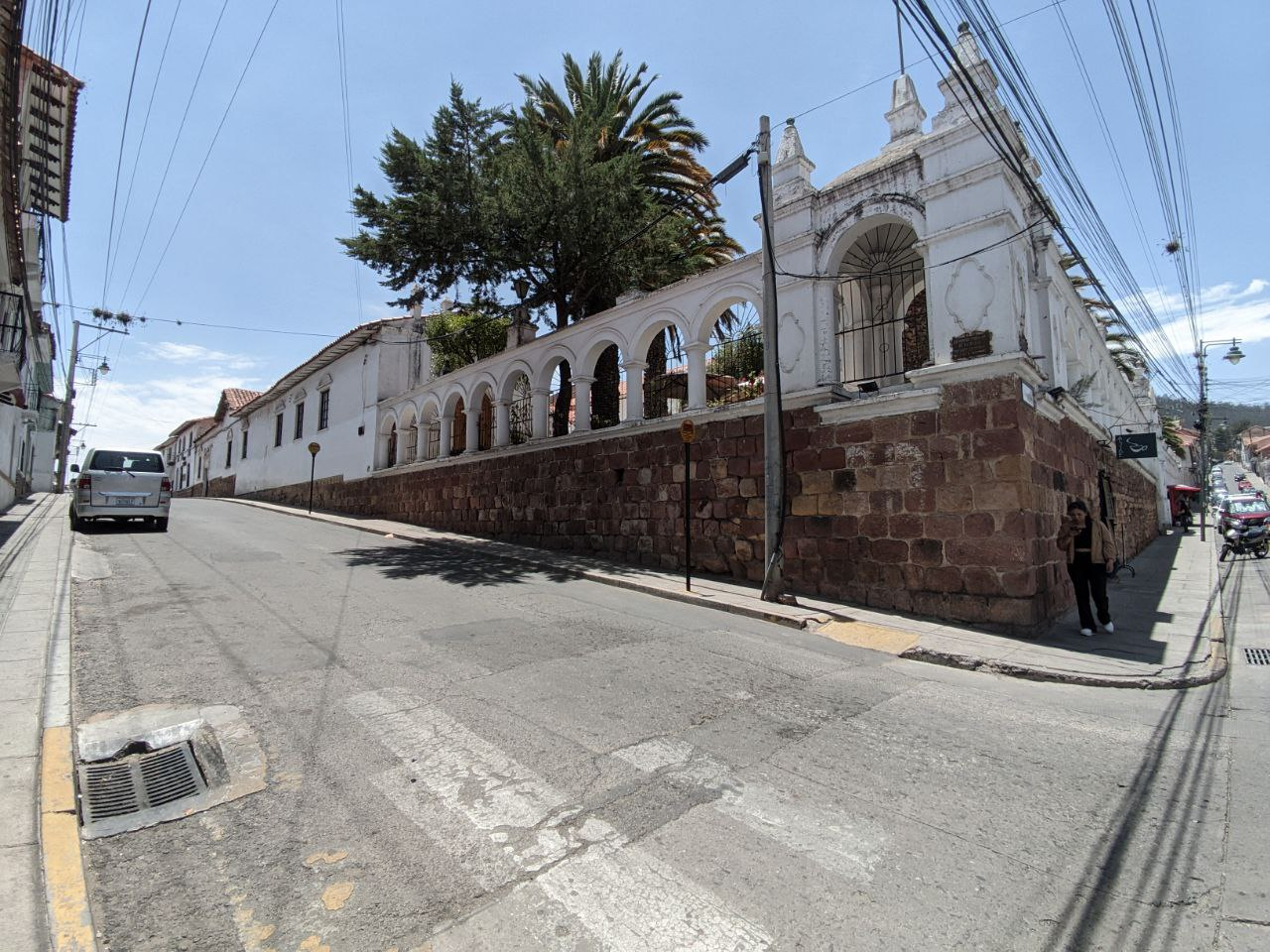
Fotografía del Templo de San Lázaro tomado desde la calle Pando esquina Calvo

A lo largo de los años, el Templo de San Lázaro ha sido sometido a diversas restauraciones y trabajos de mantenimiento con el fin de preservar su estructura histórica y su importancia religiosa en la comunidad, la más destacable es la conservación del Retablo Mayor de la capilla central, el cuál fue tallado en cedro y pintado con pan de oro en sus inicios para posteriormente ser cubierto de una pintura blanca para su conservación.